# Escut i bandera del Palomar
L'escut i la bandera del Palomar són els símbols representatius del Palomar, municipi del País Valencià, a la comarca de la Vall d'Albaida.

## Escut heràldic
L'escut oficial del Palomar té el següent blasonament:
| « | Escut quadrilong de punta redona, mig partit i truncat. En el primer quarter, en camp d'argent un milà de sable. En el segon quarter, d'or quatre pals de gules. En el tercer quarter, en camp d'atzur, un torre d'argent acostada de dos coloms, del mateix metall. Per timbre, corona reial oberta. | » |

## Bandera
La bandera oficial del Palomar té la següent descripció:
| « | Bandera de propocions 2:3. De blau, una torre colomer d'argent o gris perla, acostada de dos coloms del mateix color. | » |

## Història
L'escut s'aprovà per Resolució de 15 de novembre de 1999, del conseller de Justícia i Administracions Públiques, publicada en el DOGV núm. 3.662, de 10 de gener de 2000.
La bandera s'aprovà per Resolució de 18 de setembre de 2003, del conseller de Justícia i Administracions Públiques, publicada en el DOGV núm. 4.609, de 16 d'octubre de 2003.
Es representen, en els dos campers superiors, les armories dels Milà d'Aragó, antics senyors del Palomar, i; a la part de baix, el colomer com a senyal parlant al·lusiu al topònim de la localitat.